# Bothrops andianus
Bothrops andianus este o specie de șerpi din genul Bothrops, familia Viperidae, descrisă de Ayrton Amaral în anul 1923. Conform Catalogue of Life specia Bothrops andianus nu are subspecii cunoscute.